# Pico Gannett
O Pico Gannett, a 4207 metros de altitude, é o ponto mais alto do estado de Wyoming nos Estados Unidos da América. Geograficamente constitui o ápice das Montanhas Rochosas Centrais, a cadeia montanhosa praticamente contínua que se estende pelos estados de Wyoming, Idaho e Montana. Baptizado em 1906 em honra do geógrafo estado-unidense Henry Gannett, o pico é também a maior elevação das montanhas Wind River.
As suas encostas situam-se nas Floresta Nacional de Shoshone e Floresta Nacional Bridger-Teton. Na sua encosta norte encontra-se o glaciar Gannett provavelmente o maior glaciar das Montanhas Rochosas estado-unidenses, e outros glaciares mais pequenos encontram-se nas encostas oeste e sudeste da montanha.
São necessários entre 4 e 6 dias para escalar o pico e voltar. É muito popular entre os montanhistas como o segundo monte mias difícil de escalar nos Estados Unidos, depois do Monte McKinley no Alasca.